# Fannyudde
Fannyudde är en tidigare sommarvilla belägen i Sickla i Nacka. Huset uppfördes 1877 av bageriägaren Anders Rickard Westerdahl.

## Sommarnöje
Direktören Anders Rickard Westerdahl på Westerdahl & Karstens bageri i Stockholm lät uppföra huset 1877 på en udde vid Hammarby sjö, strax väster om platsen där han 1893 anlade sin jästfabrik, enligt Johan Arvid Vallins ritningar. Villan omgavs av en park med slingrande gångar. Genom sänkningen av Hammarby sjö vid mitten av 1920-talet förlorade huset kontakten med vattnet och det ligger sedan dess som en isolerad enklav i en omgivning av nyare bebyggelse.
Huset är uppkallat efter Westerdahls hustru Fanny Westerdahl, född Sannberg.

## Rodd
Under Hammarby IF:s tid som roddklubb anordnades kapprodd på Hammarby sjö mellan en-, två, och fyramansinriggade båtar, samt lustbåtar. Banan var en engelsk mil och gick från Fanny udde till Hammarby tull. En stor samling åskådare följde tävlingarna från stränderna och båtar på Hammarby sjö.

## Restaurang
I samband med Nacka kommuns stadsbyggnadsprojekt för Nobelberget har omgivningen runt Fanny Udde gjorts om till bostadsområde.
Villan rustades upp och omvandlades till restaurang, café och mötesplats. Fanny Udde bistro öppnade i byggnaden 1 april 2021, men tvingades stänga i slutet av april 2024 av ekonomiska skäl.

## Bildgalleri

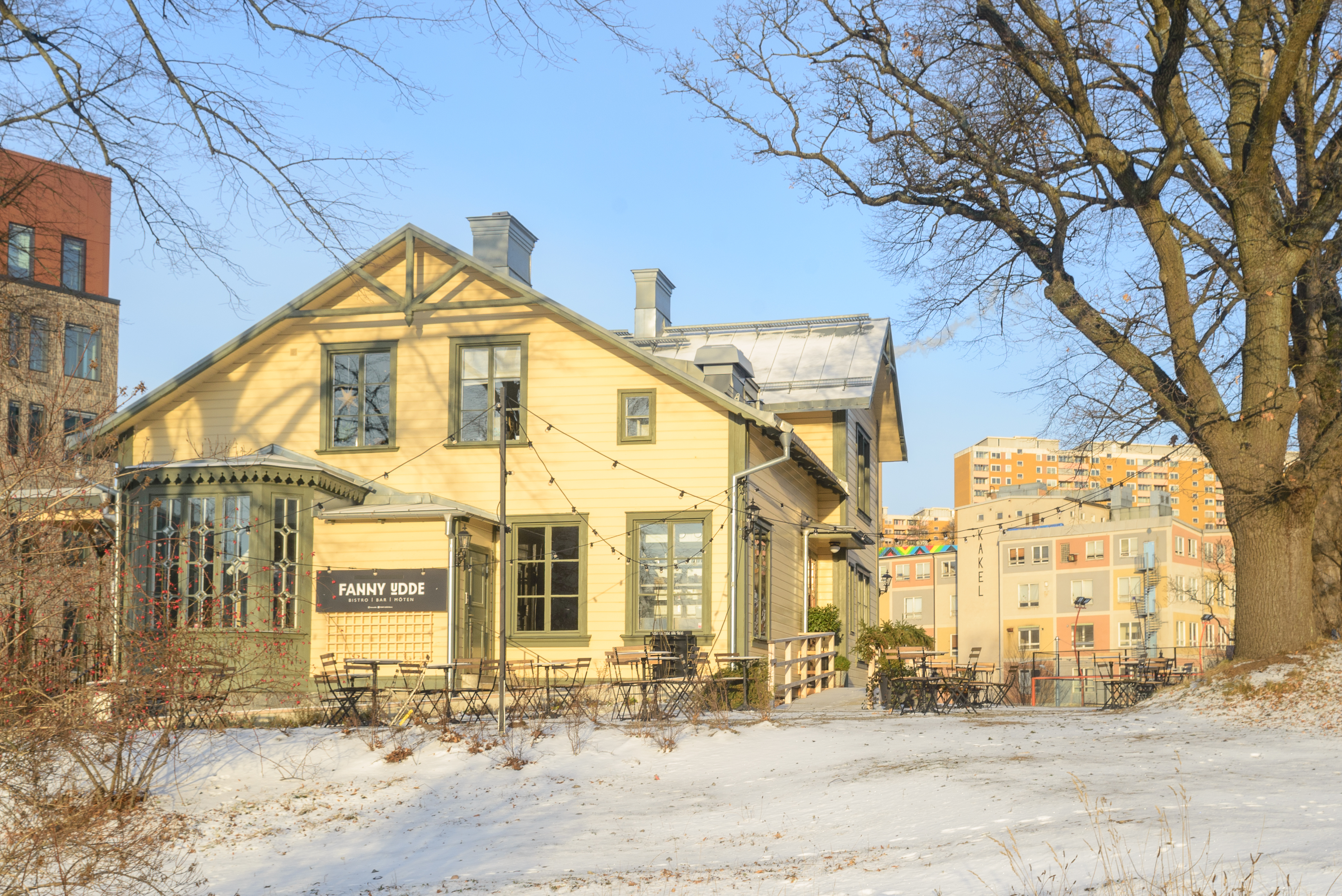
Huset efter renovering 2021.
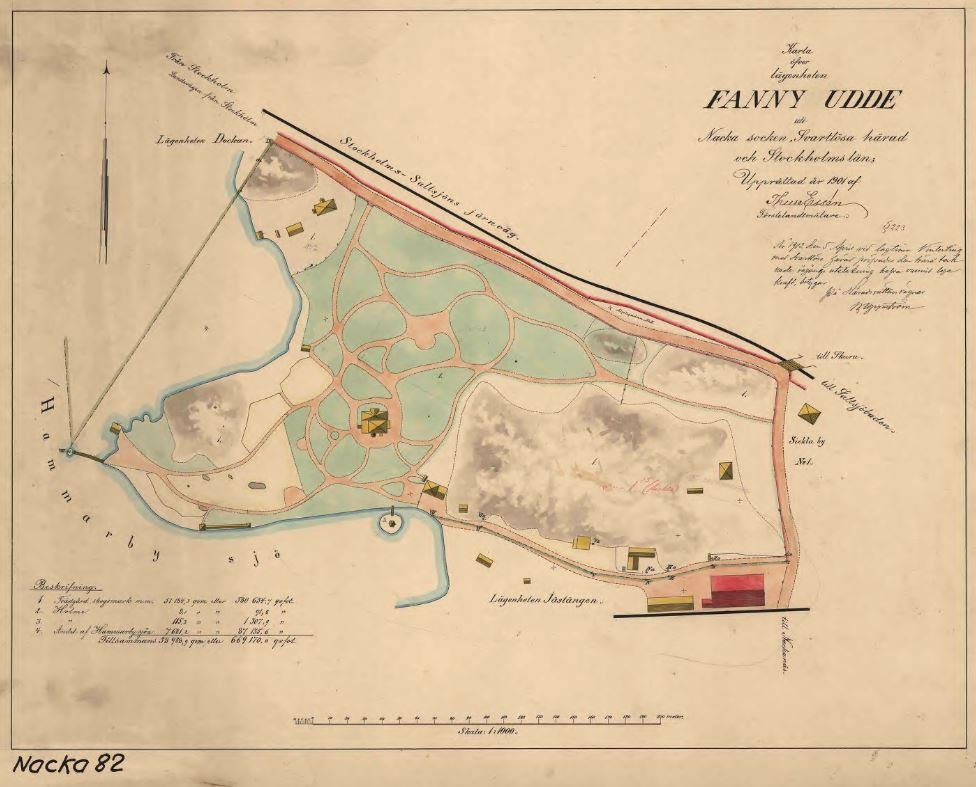
Fannyudde med parken på en karta från 1901.
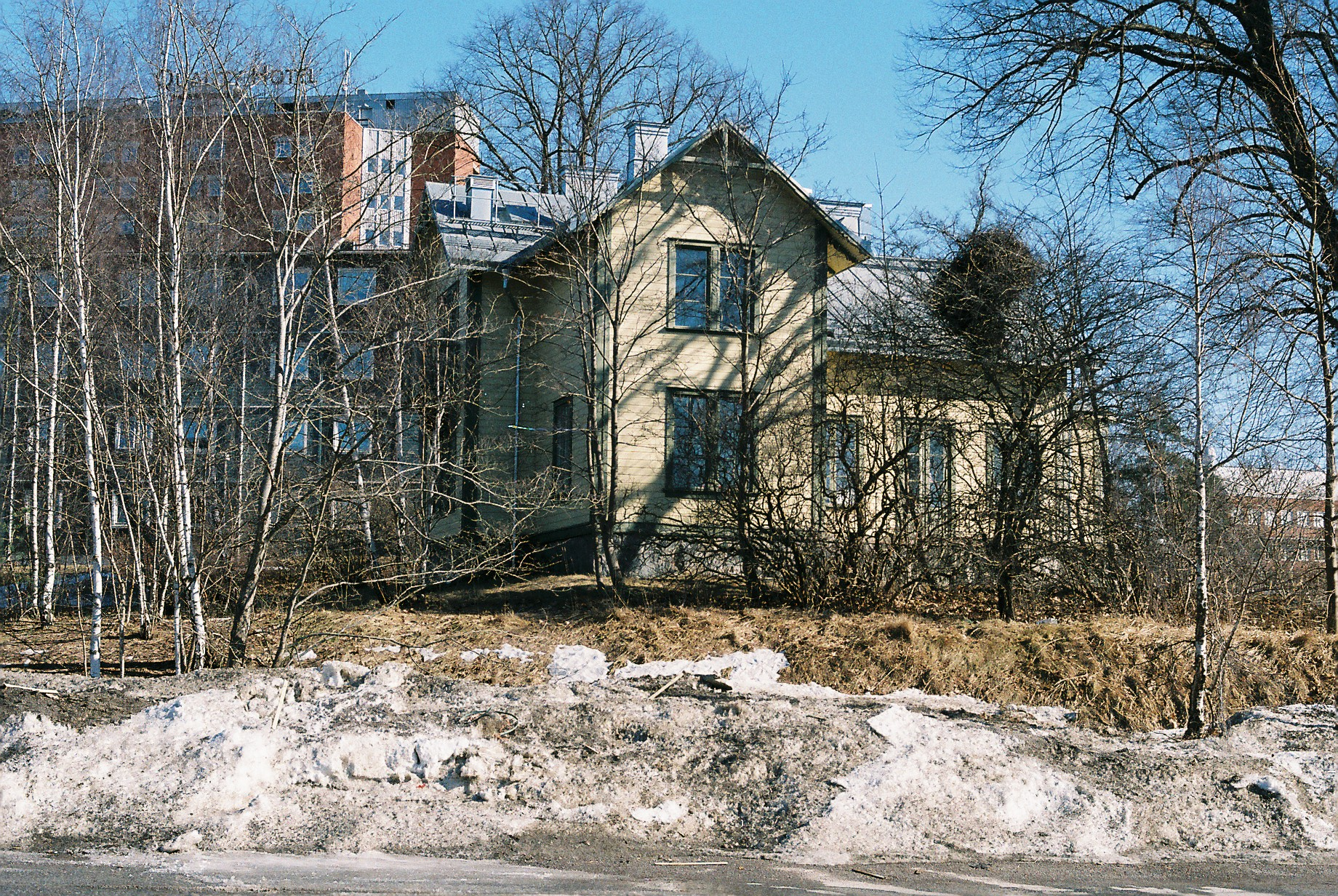
Fasaden mot Uddvägen 2011, före anläggandet av Tvärbanan i mittremsan i Uddvägen.
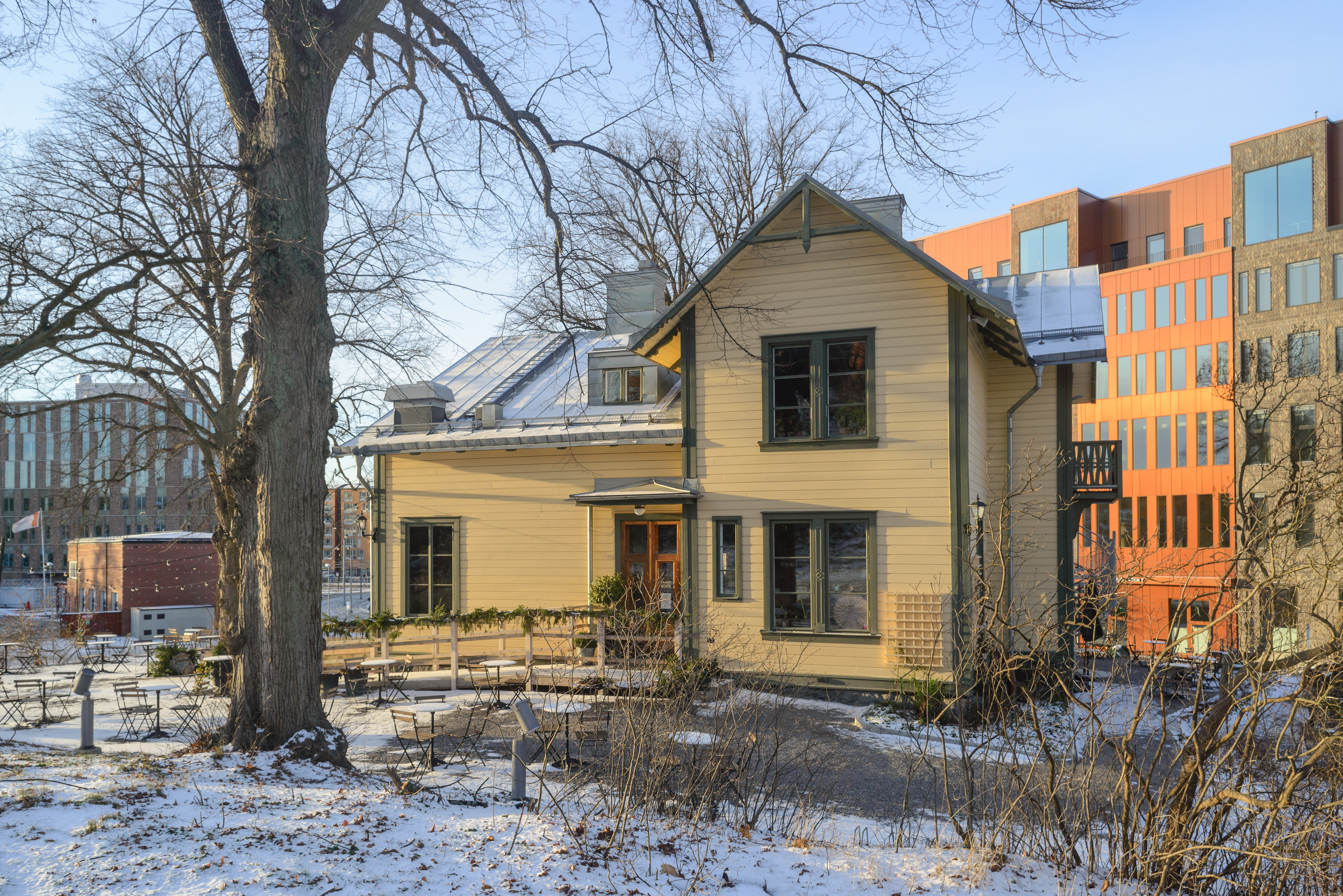
Fasad mot öster 2021.